# Élections législatives de 2007 en Saône-et-Loire
Les élections législatives françaises de 2007 se déroulent les 10 et 17 juin 2007. Dans le département de Saône-et-Loire, six députés sont à élire dans le cadre de six circonscriptions.

## Élus
| Circonscription | Député sortant                                  | Parti | Parti | Député élu ou réélu | Parti | Parti |
| --------------- | ----------------------------------------------- | ----- | ----- | ------------------- | ----- | ----- |
| 1re             | Gérard Voisin                                   |       | UMP   | Gérard Voisin       |       | UMP   |
| 2e              | Jean-Marc Nesme                                 |       | UMP   | Jean-Marc Nesme     |       | UMP   |
| 3e              | Jean-Paul Anciaux                               |       | UMP   | Jean-Paul Anciaux   |       | UMP   |
| 4e              | Didier Mathus                                   |       | PS    | Didier Mathus       |       | PS    |
| 5e              | Dominique Juillot suppléant de Dominique Perben |       | UMP   | Christophe Sirugue  |       | PS    |
| 6e              | Arnaud Montebourg                               |       | PS    | Arnaud Montebourg   |       | PS    |

## Résultats

### Résultats à l'échelle du département
| Parti                                              | Parti                                | Premier tour | Premier tour | Second tour | Second tour | Sièges |
| Parti                                              | Parti                                | Voix         | %            | Voix        | %           | Sièges |
| -------------------------------------------------- | ------------------------------------ | ------------ | ------------ | ----------- | ----------- | ------ |
|                                                    | Union pour un mouvement populaire    | 111 778      | 44,76        | 130 725     | 50,77       | 3      |
|                                                    | Mouvement pour la France             | 2 986        | 1,20         |             |             | 0      |
|                                                    | Majorité présidentielle              | 114 764      | 45,95        | 130 725     | 50,77       | 3      |
|                                                    |                                      |              |              |             |             |        |
|                                                    | Parti socialiste                     | 75 815       | 30,36        | 106 596     | 41,40       | 3      |
|                                                    | Parti radical de gauche              | 13 304       | 5,33         | 20 185      | 7,84        | 0      |
|                                                    | Parti communiste français            | 5 150        | 2,06         |             |             | 0      |
|                                                    | Les Verts                            | 5 032        | 2,01         | 0           |             |        |
|                                                    | Divers gauche dont MRC               | 2 044        | 0,82         | 0           |             |        |
|                                                    | Gauche parlementaire                 | 101 345      | 40,58        | 126 781     | 49,23       | 3      |
|                                                    |                                      |              |              |             |             |        |
|                                                    | UDF–Mouvement démocrate              | 15 303       | 6,13         |             |             | 0      |
|                                                    | Front national                       | 9 064        | 3,63         | 0           |             |        |
|                                                    | Extrême gauche dont LCR, LO et PT    | 7 390        | 2,96         | 0           |             |        |
|                                                    | Divers écologiste dont LT-LNÉ et MÉI | 1 218        | 0,49         | 0           |             |        |
|                                                    | Mouvement national républicain       | 626          | 0,25         | 0           |             |        |
|                                                    | Divers                               | 37           | 0,01         | 0           |             |        |
|                                                    |                                      |              |              |             |             |        |
| Inscrits                                           | Inscrits                             | 410 265      | 100,00       | 410 215     | 100,00      | 6      |
| Abstentions                                        | Abstentions                          | 155 910      | 38           | 146 152     | 35,63       |        |
| Votants                                            | Votants                              | 254 355      | 62           | 264 063     | 64,37       |        |
| Blancs et nuls                                     | Blancs et nuls                       | 4 608        | 1,81         | 6 557       | 2,48        |        |
| Exprimés                                           | Exprimés                             | 249 747      | 98,19        | 257 506     | 97,52       |        |
| Source : Ministère de l'Intérieur - Saône-et-Loire |                                      |              |              |             |             |        |

### Résultats par circonscription

#### Première circonscription (Mâcon)
| Candidat       | Candidat                    | Parti          | Premier tour | Premier tour | Second tour | Second tour |  |
| Candidat       | Candidat                    | Parti          | Voix         | %            | Voix        | %           |  |
| -------------- | --------------------------- | -------------- | ------------ | ------------ | ----------- | ----------- |  |
|                | Gérard Voisin sortant réélu | UMP            | 18 819       | 47,63        | 21 374      | 55,54       |  |
|                | Nicole Eschmann             | PS             | 10 676       | 27,02        | 17 112      | 44,46       |  |
|                | Christophe Juvanon          | UDF–MoDem      | 4 308        | 10,9         |             |             |  |
|                | Christophe Besset           | FN             | 1 566        | 3,96         |             |             |  |
|                | Jean-François Jezequel      | LCR            | 1 066        | 2,7          |             |             |  |
|                | Jean-Michel Peyraud         | Les Verts      | 1 020        | 2,58         |             |             |  |
|                | Olivier Taviot              | PCF            | 907          | 2,3          |             |             |  |
|                | Gilbert Froidevaux          | MÉI            | 431          | 1,09         |             |             |  |
|                | Georges Arthaud             | MPF            | 410          | 1,04         |             |             |  |
|                | Marie-Odile Demangelle      | LO             | 308          | 0,78         |             |             |  |
|                | Mauricette Venet            | Divers         | 3            | 0,01         |             |             |  |
|                |                             |                |              |              |             |             |  |
| Inscrits       | Inscrits                    | Inscrits       | 67 442       | 100,00       | 67 423      | 100,00      |  |
| Abstentions    | Abstentions                 | Abstentions    | 27 247       | 40,4         | 27 846      | 41,3        |  |
| Votants        | Votants                     | Votants        | 40 195       | 59,6         | 39 577      | 58,7        |  |
| Blancs et nuls | Blancs et nuls              | Blancs et nuls | 681          | 1,69         | 1 091       | 2,76        |  |
| Exprimés       | Exprimés                    | Exprimés       | 39 514       | 98,31        | 38 486      | 97,24       |  |

#### Deuxième circonscription (Charolles)
| Candidat       | Candidat                      | Parti          | Premier tour | Premier tour | Second tour | Second tour |  |
| Candidat       | Candidat                      | Parti          | Voix         | %            | Voix        | %           |  |
| -------------- | ----------------------------- | -------------- | ------------ | ------------ | ----------- | ----------- |  |
|                | Jean-Marc Nesme sortant réélu | UMP            | 17 157       | 43,38        | 20 262      | 50,1        |  |
|                | Jacques Rebillard             | PRG (PS)       | 13 304       | 33,64        | 20 185      | 49,9        |  |
|                | André Chassort                | UDF–MoDem      | 2 692        | 6,81         |             |             |  |
|                | Alain Bailly                  | Divers gauche  | 1 924        | 4,86         |             |             |  |
|                | Hubert Louis                  | PCF            | 1 093        | 2,76         |             |             |  |
|                | Nicole Pellenard              | FN             | 921          | 2,33         |             |             |  |
|                | Nathalie Charvy               | Les Verts      | 721          | 1,82         |             |             |  |
|                | Bernard Jomain                | MPF            | 628          | 1,59         |             |             |  |
|                | Marie-Hélène Plard            | LCR            | 565          | 1,43         |             |             |  |
|                | Jacqueline Lelong             | LO             | 262          | 0,66         |             |             |  |
|                | Alain Lagoutte                | MNR            | 165          | 0,42         |             |             |  |
|                | Grégory Baudouin              | MRC            | 120          | 0,3          |             |             |  |
|                | Christiane Bachaud            | Divers         | 0            | 0            |             |             |  |
|                |                               |                |              |              |             |             |  |
| Inscrits       | Inscrits                      | Inscrits       | 64 533       | 100,00       | 64 527      | 100,00      |  |
| Abstentions    | Abstentions                   | Abstentions    | 24 153       | 37,43        | 23 062      | 35,74       |  |
| Votants        | Votants                       | Votants        | 40 380       | 62,57        | 41 465      | 64,26       |  |
| Blancs et nuls | Blancs et nuls                | Blancs et nuls | 828          | 2,05         | 1 018       | 2,46        |  |
| Exprimés       | Exprimés                      | Exprimés       | 39 552       | 97,95        | 40 447      | 97,54       |  |

#### Troisième circonscription (Autun - Le Creusot)
| Candidat       | Candidat                        | Parti          | Premier tour | Premier tour | Second tour | Second tour |  |
| Candidat       | Candidat                        | Parti          | Voix         | %            | Voix        | %           |  |
| -------------- | ------------------------------- | -------------- | ------------ | ------------ | ----------- | ----------- |  |
|                | Jean-Paul Anciaux sortant réélu | UMP            | 18 637       | 45,9         | 21 233      | 51,49       |  |
|                | Évelyne Couillerot              | PS             | 14 040       | 34,58        | 20 006      | 48,51       |  |
|                | Hugues de Noiron                | UDF–MoDem      | 2 106        | 5,19         |             |             |  |
|                | Michel Launay                   | FN             | 1 971        | 4,85         |             |             |  |
|                | Maurice Brochot                 | LCR            | 1 376        | 3,39         |             |             |  |
|                | Geneviève Girault               | Les Verts      | 1 072        | 2,64         |             |             |  |
|                | Simonne Coste                   | LO             | 465          | 1,15         |             |             |  |
|                | Nicole Vlahovic                 | MPF            | 402          | 0,99         |             |             |  |
|                | Alain Davanture                 | PT             | 324          | 0,8          |             |             |  |
|                | Marie-Christine Matarese        | MNR            | 213          | 0,52         |             |             |  |
|                | Jacqueline Béchet               | Divers         | 0            | 0            |             |             |  |
|                |                                 |                |              |              |             |             |  |
| Inscrits       | Inscrits                        | Inscrits       | 66 700       | 100,00       | 66 692      | 100,00      |  |
| Abstentions    | Abstentions                     | Abstentions    | 25 098       | 37,63        | 24 142      | 36,2        |  |
| Votants        | Votants                         | Votants        | 41 602       | 62,37        | 42 550      | 63,8        |  |
| Blancs et nuls | Blancs et nuls                  | Blancs et nuls | 996          | 2,39         | 1 311       | 3,08        |  |
| Exprimés       | Exprimés                        | Exprimés       | 40 606       | 97,61        | 41 239      | 96,92       |  |

#### Quatrième circonscription (Monteau-les-Mines)
| Candidat       | Candidat                    | Parti          | Premier tour | Premier tour | Second tour | Second tour |  |
| Candidat       | Candidat                    | Parti          | Voix         | %            | Voix        | %           |  |
| -------------- | --------------------------- | -------------- | ------------ | ------------ | ----------- | ----------- |  |
|                | Marie-Claude Jarrot         | UMP            | 16 066       | 42,95        | 19 635      | 48,77       |  |
|                | Didier Mathus sortant réélu | PS             | 15 042       | 40,21        | 20 629      | 51,23       |  |
|                | Christian Launay            | FN             | 1 447        | 3,87         |             |             |  |
|                | Fabrice Prudhon             | UDF–MoDem      | 1 332        | 3,56         |             |             |  |
|                | Christian Tramoy            | PCF            | 1 248        | 3,34         |             |             |  |
|                | Marine Lautrou              | LCR            | 813          | 2,17         |             |             |  |
|                | Jean-Paul Bonin             | Les Verts      | 808          | 2,16         |             |             |  |
|                | Pascal Dussauge             | LO             | 341          | 0,91         |             |             |  |
|                | Daniel Bouffange            | MPF            | 311          | 0,83         |             |             |  |
|                | Isabelle Girodet            | Divers         | 0            | 0            |             |             |  |
|                |                             |                |              |              |             |             |  |
| Inscrits       | Inscrits                    | Inscrits       | 61 845       | 100,00       | 61 842      | 100,00      |  |
| Abstentions    | Abstentions                 | Abstentions    | 23 817       | 38,51        | 20 613      | 33,33       |  |
| Votants        | Votants                     | Votants        | 38 028       | 61,49        | 41 229      | 66,67       |  |
| Blancs et nuls | Blancs et nuls              | Blancs et nuls | 620          | 1,63         | 965         | 2,34        |  |
| Exprimés       | Exprimés                    | Exprimés       | 37 408       | 98,37        | 40 264      | 97,66       |  |

#### Cinquième circonscription (Chalon-sur-Saône)
| Candidat       | Candidat                   | Parti          | Premier tour | Premier tour | Second tour | Second tour |  |
| Candidat       | Candidat                   | Parti          | Voix         | %            | Voix        | %           |  |
| -------------- | -------------------------- | -------------- | ------------ | ------------ | ----------- | ----------- |  |
|                | Dominique Juillot sortant  | UMP            | 17 182       | 44,92        | 19 256      | 49,7        |  |
|                | Christophe Sirugue élu     | PS             | 13 545       | 35,41        | 19 488      | 50,3        |  |
|                | Jean-François Le Guen      | UDF–MoDem      | 2 370        | 6,2          |             |             |  |
|                | Bernadette Bessire         | FN             | 1 573        | 4,11         |             |             |  |
|                | Bernadette Bessire         | PCF            | 856          | 2,24         |             |             |  |
|                | Marie-Claude Colin-Cordier | Les Verts      | 746          | 1,95         |             |             |  |
|                | Joëlle Juillet             | MPF            | 687          | 1,8          |             |             |  |
|                | Nessrine Missoum           | LCR            | 623          | 1,63         |             |             |  |
|                | Guy Lefebvre               | MÉI            | 350          | 0,92         |             |             |  |
|                | Pascal Dufraigne           | LO             | 283          | 0,74         |             |             |  |
|                | Josselin Bonnetain         | Divers         | 34           | 0,09         |             |             |  |
|                |                            |                |              |              |             |             |  |
| Inscrits       | Inscrits                   | Inscrits       | 64 593       | 100,00       | 64 590      | 100,00      |  |
| Abstentions    | Abstentions                | Abstentions    | 25 760       | 39,88        | 24 862      | 38,49       |  |
| Votants        | Votants                    | Votants        | 38 833       | 60,12        | 39 728      | 61,51       |  |
| Blancs et nuls | Blancs et nuls             | Blancs et nuls | 584          | 1,5          | 984         | 2,48        |  |
| Exprimés       | Exprimés                   | Exprimés       | 38 249       | 98,5         | 38 744      | 97,52       |  |

#### Sixième circonscription (Louhans)
| Candidat       | Candidat                        | Parti          | Premier tour | Premier tour | Second tour | Second tour |  |
| Candidat       | Candidat                        | Parti          | Voix         | %            | Voix        | %           |  |
| -------------- | ------------------------------- | -------------- | ------------ | ------------ | ----------- | ----------- |  |
|                | Arnaud Danjean                  | UMP            | 23 917       | 43,95        | 28 965      | 49,66       |  |
|                | Arnaud Montebourg sortant réélu | PS             | 22 512       | 41,37        | 29 361      | 50,34       |  |
|                | Éric Michoux                    | UDF–MoDem      | 2 495        | 4,58         |             |             |  |
|                | Monique Faure-Lafont            | FN             | 1 586        | 2,91         |             |             |  |
|                | Guy Coulon                      | PCF            | 1 046        | 1,92         |             |             |  |
|                | Fabien Dubois                   | LCR            | 676          | 1,24         |             |             |  |
|                | Annick Minnaert                 | Les Verts      | 665          | 1,22         |             |             |  |
|                | Christine de Hennezel           | MPF            | 548          | 1,01         |             |             |  |
|                | Claude Menancy                  | LT-LNÉ         | 437          | 0,80         |             |             |  |
|                | Stéphane Pournin                | LO             | 288          | 0,53         |             |             |  |
|                | Nicole Beurier                  | MNR            | 248          | 0,46         |             |             |  |
|                |                                 |                |              |              |             |             |  |
| Inscrits       | Inscrits                        | Inscrits       | 85 152       | 100,00       | 85 141      | 100,00      |  |
| Abstentions    | Abstentions                     | Abstentions    | 29 835       | 35,04        | 25 627      | 30,1        |  |
| Votants        | Votants                         | Votants        | 55 317       | 64,96        | 59 514      | 69,9        |  |
| Blancs et nuls | Blancs et nuls                  | Blancs et nuls | 899          | 1,63         | 1 188       | 2           |  |
| Exprimés       | Exprimés                        | Exprimés       | 54 418       | 98,37        | 58 326      | 98          |  |